# Freirea alsinaefolia
Freirea alsinaefolia là loài thực vật có hoa trong họ Tầm ma. Loài này được (Delile) Gaudich. mô tả khoa học đầu tiên năm 1826.